# Jandarmeria Română
Jandarmeria Română (AFI: [ʒan.dar.me'ri.a ro'mɨ.nə]) (literalmente en español: Gendarmería Rumana) es el cuerpo de gendarmería nacional de Rumania. Es la rama militar de las dos fuerzas de la policía rumana (la fuerza civil que es la Policía Rumana).
La gendarmería está subordinada al Ministerio de Administración e Interior de Rumania y no tiene la responsabilidad de la vigilancia de las Fuerzas Armadas de Rumania. Esto corresponde a la policía militar subordinados a las Fuerzas Terrestres Rumanas.

## Deberes
Sus deberes include:
Mantener y restaurar el orden público
- Control de multitud y control de disturbios
- La vigilancia de las zonas de montaña[4] y los puertos del Mar Negro[5]
- Actividades de contraterrorismo
- Perseguir y detener a fugitivos y desertores

Seguridad de las instalaciones sensibles y vitales, tales como
- Instituciones públicas, ministerios y los tribunales
- Embajadas y consulados
- Aeropuertos internacionales (hasta 2005)
- Museos nacionales
- Centrales nucleares

Seguridad y protección del correo secreto en todo el territorio rumano.

## Organización

### Inspección General de Gendarmería
La Inspección General de la Gendarmería es la estructura central de la Gendarmería rumana bajo el mando de un inspector general (Inspector-general) designado por el ministro del Interior.
El inspector general está asistido por tres diputados. El primer teniente (prim-adjunct) es el jefe de personal de Gendarmería y jefes de la planificación y gestión, la Guardia Nacional y de Protección Institucional y el orden público y de las Direcciones de Seguridad. Los otros dos diputados de la gestión de los recursos humanos y de las Direcciones de Escuelas Militares, y la logística, y las Direcciones de Comunicación, respectivamente.
La tarea de la Inspección General es planificar, gestionar, coordinar y controlar la inspección territorial, las brigadas móviles, la Brigada Especial de Intervención y de las escuelas militares. La Inspección General de la Gendarmería también actúa como una interfaz de la organización con los organismos de aplicación de la ley y el Ministerio del Interior.

### Organizaciones territoriales
La Gendarmería Rumana se divide en 41 inspecciones territoriales, que corresponden a cada condado(judeţ), y la Dirección General de la Gendarmería en Bucarest.
Adicionalmente, posee ocho Grupos Móviles (Grupări Mobile) operando sobre una base territorial, con sede en Bacău, Braşov, Cluj Napoca, Constanţa, Craiova, Ploieşti, Târgu Mureş, Timişoara.

### Brigada Especial de Intervención
La Brigada de Intervención Especial "Vlad Ţepeş" tiene jurisdicción nacional. Maneja las situaciones de riesgo especial y de alta, tales como disturbios fuertes, rescate de rehenes y operaciones contra el terrorismo.

### Escuelas militares. Gendarmería
Los cadetes reciben instrucción para convertirse en oficiales en la Academia de Policía Alexandru Ioan Cuza de  Bucarest.
Además, la Escuela Militar Mihai Viteazul en Bucarest ofrece cursos de posgrado (en colaboración con la Gendarmería francesa) para oficiales, mientras que la Academia militar Grigore Alexandru Ghica de Drăgăşani entre a los suboficiales.

### Suministros y Base Logística
También conocida como "Baza de Aprovizionare pentru Luptă şi Gospodărire" (B.A.L.G.), "Baza de Administrare şi Deservire" or "U.M. 0260" es una unidad administrativa técnica bajo el mando de la Inspección General de la Gendarmería. Sus funciones principales incluyen la administración de los edificios y otras instalaciones en el patio de Inspección, campo de tiro de la gendarmería, la reparación y mantenimiento de vehículos y granjas de la provisión de alimentos para el personal de la Gendarmería. Las fincas están ubicadas al norte de Bucarest.

## Historia

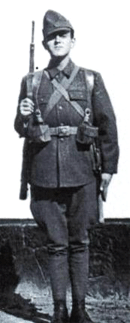
Gendarme (ca. I guerra mundial)

### Inicios
El cuerpo de Gendarmería se creó el 3 de abril de 1850 en Moldavia por el príncipe Grigore Alexandru Ghica. Después de la Unión de Valaquia y Moldavia en 1859 en virtud de  Alexandru Ioan Cuza, la Gendarmería está subordinada al Ministerio de la Guerra como una fuerza armada por separado.
Durante la guerra de Independencia Rumana de 1877-1878, que servían fundamentalmente como policía militar, pero también tomó parte en el combate.

### Gendarmería rural
En 1893, la Gendarmería Rural(Jandarmeria Rurală) fue establecido por la Ley para la Organización de la Gendarmería Rural(Legea pentru organizarea Jandarmeriei rurale) como un cuerpo militar bajo la autoridad del Ministerio de Justicia para la vigilancia del campo y bajo la autoridad del Ministerio de Guerra de las funciones de policía militar. El proyecto de ley fue propuesto por el gobierno conservador de Lascăr Catargiu y fue promulgada por el Rey el 30 de agosto de 1893. El primer artículo de la Ordenanza relativa a la aplicación de la Ley de Gendarmería Rural mencionó que 
La organización de la gendarmería rural, como se describe en la ley, hace que esta institución un cuerpo militar, subordinado al Ministro del Interior, con la misión de mantener el orden público y seguridad. También está subordinado al Ministro de Justicia, el Ministerio Público para funciones de policía, y al ministro de la Guerra de todos los aspectos relacionados con la disciplina militar, de comando y entrenamiento de las tropas.
En la revuelta de los campesinos de 1907 se puso de manifiesto la falta de preparación de la Gendarmería y de su incapacidad para controlar y sofocar la rebelión. Como resultado de ello, otro proyecto de ley (Legea Jandarmeriei) se aprobó el 24 de marzo de 1908. La reforma de la legislación obró en una nueva organización de la institución, por lo que es un componente del ejército con los derechos preboste y la transferencia de oficiales y suboficiales del Ejército a la Gendarmería.

### Las guerras mundiales
La Gendarmería rumana luchó durante la segunda guerra de los Balcanes y la Primera Guerra Mundial con funciones de policía militar, vigilando el frente guardando en la campaña de 1917 (véase también Rumania durante la Primera Guerra Mundial). La Gendarmería supervisó la desmovilización del Ejército en julio de 1918 y la removilización en octubre de 1918 y mantuvo el orden público en los nuevos territorios.
A la entrada de Rumania en la Segunda Guerra Mundial el 22 de junio de 1941, la Gendarmería se hizo cargo de sus funciones de policía militar de nuevo. También participa en la deportación de judíos y gitanos a Transnistria en 1941 y 1942 (véase también Rumania y el Holocausto).

### Periodos postguerras
Posguerra, el régimen comunista purgó y disolvió (el 23 de enero de 1949) a la Gendarmería, el personal siendo redistribuido a la recién creada Dirección de las Fuerzas de Seguridad, el modelo de las tropas internas de la NKVD.

### Luego de 1989
La Gendarmería rumana se restableció el 5 de julio de 1990. 
A partir de 2006, el cuerpo abandonó el servicio militar obligatorio y en 2007 se convirtió en una fuerza militar profesional.

### Lista de comandantes
Los comandantes de la Gendarmería desde su creación en 1893:
- Mihail Rasty (1893–1896)
- Ioan Manoliu (1896–1898)
- Sache Poroineanu (1898–1899)
- Nicolae Alexandrescu (1899–1901)
- Gheorghe Mirinescu (1901–1908)
- Anton Berlescu (1908–1917)
- Constantin Sterea (1917–1918)
- Ludovig Mircescu (1918–1919)
- Ștefan Ștefănescu (1919–1920, 1922–1927)
- Mihail Racoviţă (1920–1922)
- Ioan Vlădescu (1927)
- Cleante Davidoglu (1927–1928)
- Gheorghe Constantinescu (1928–1929)
- Constantin Stavăr (1929–1930)
- Eracle Nicoleanu (1930–1931)
- Constantin Dimitrescu (1931–1934)
- Barbu Părăianu (1934–1938)
- Ioan Bengliu (1938–1940)
- Ioan Topor (1940)
- Constantin Vasiliu (1940–1944)
- Constantin Anton (1944–1946)
- Ioan Alistar (1946–1949)
- Ion Bunoaică (1990–1995)
- Octavian Chiţu (1995–1996)
- Stan Stângaciu (1996–1999)
- Anghel Andreescu (1999–2001)
- Tudor Cearapin (2001–2005)
- Costică Silion (2005–2009)
- Olimpiador Antonescu (2009–2010)
- Coste Gavrilă (2010-2012)
- Gavrilă Pop (10.05.2012-).[15]

## Uniforme
Durante el período hasta 1915, la Gendarmería rumana llevaba un vestido distintivo compuesto por un shako con penacho blanco, túnica azul oscuro con forro rojo, charreteras trébol blanco y agujetas más pantalón azul claro con franjas rojas. Unidades de la Gendarmería Montada llevaban puesto un casco de plata con pluma de punta en blanco y una túnica similar a la rama de pie, pero con charreteras y cordones de color amarillo, un pantalón blanco y botas altas. 
Actualmente los gendarmes rumanos visten boinas/gorras, camisas/poleras y pantalones de color azul oscuro como los uniformes de todos los días, mientras que el uniforme de gala consiste en una túnica de color azul claro, camisa blanca, corbata azul oscuro y pantalón azul oscuro para los funcionarios encargados, y una túnica de color azul oscuro, camisa blanca y pantalón azul oscuro para los suboficiales y soldados rasos.

## Rangos e insignias
Debido a que la gendarmería es un cuerpo militar, se utiliza el sistema de clasificación igual que las Romanian Land Forces.

## Afiliaciones internacionales
La Gendarmería rumana es miembro pleno de la Asociación de la Unión Europea y el Mediterráneo de las Fuerzas de Policía y de las gendarmerías de Situación Militar (FIEP), junto con la Gendarmería francesa, los  Carabinieri italianos, la Guardia Civil española, la Guarda Nacional Republicana portuguesa, la Gendarmerie turca, la Real Gendarmería marroquí de Marruecos y la Royal Marechaussee neerlandesa.
Luego del ingreso de Rumania a la Unión Europea, la Jandarmeria fue aceptada como miembro observador permanente de la Fuerza de Gendarmería de la Unión Europea, así como este hecho se consideró como uno de sus primeros pasos antes de la membresía total. El 3 de marzo de 2009, la Gendarmería rumana se convirtió en miembro de pleno derecho de la Fuerza de Gendarmería Europea.

## Misiones internacionales
Desde febrero de 2002, 115 gendarmes rumanos han sido desplegados en la ciudad de Peć, Serbia (en la separatista región de Kosovo), como parte de la fuerza policial de la misión UNMIK.